# Cuttitta Cup

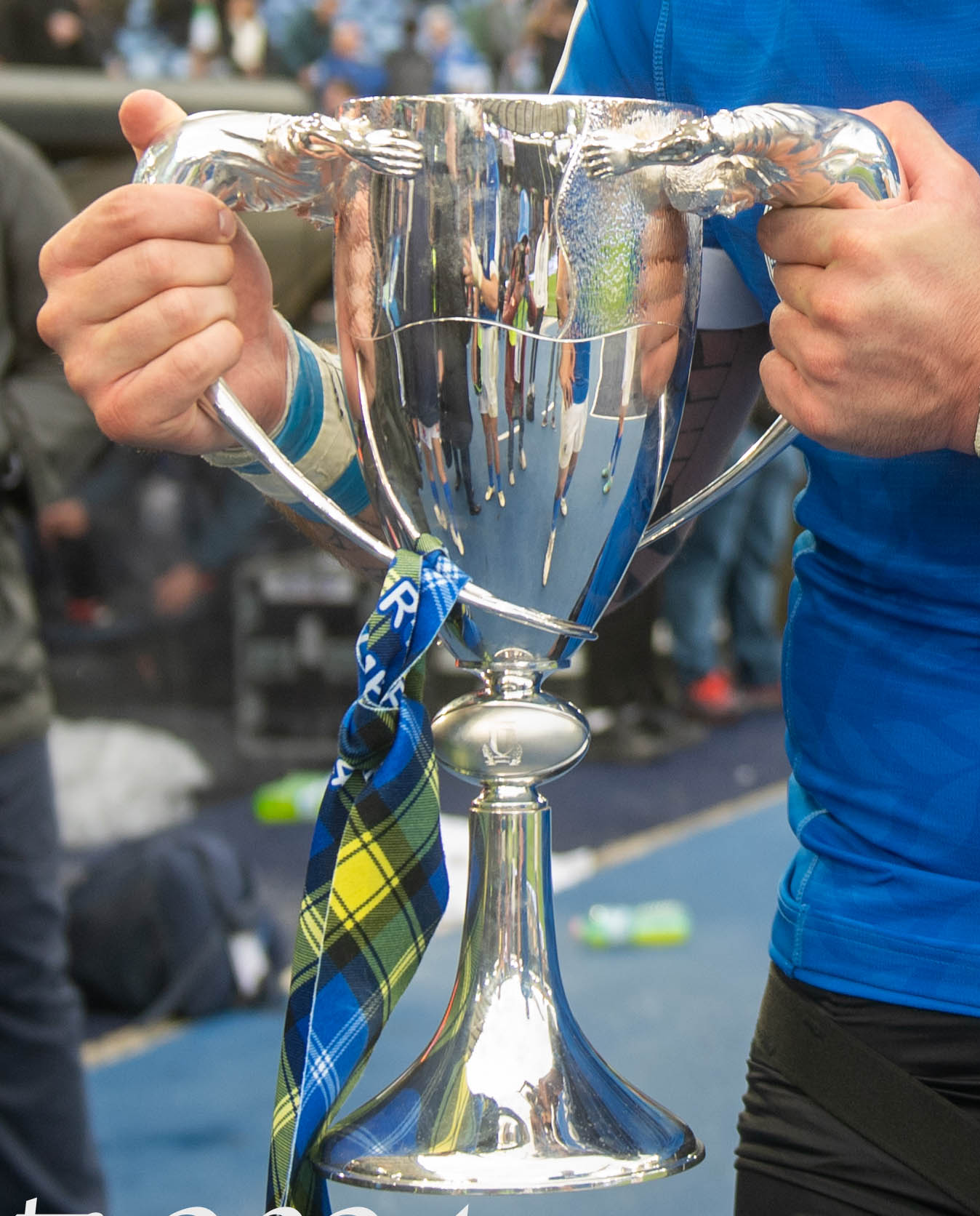
Der Cuttitta Cup

Der Cuttitta Cup ist eine von Hamilton & Inches gestaltete Trophäe in der Sportart Rugby Union, die im Rahmen des Six-Nations-Turniers dem Gewinner des Spiels zwischen Schottland und Italien überreicht wird.
Sie ist nach Massimo Cuttitta benannt, der 2021 an COVID-19 starb. Cuttitta bestritt zwischen 1990 und 2000 insgesamt 70 Rugby-Union-Partien für die italienische Nationalmannschaft, davon 22 als Kapitän, und war nach seiner Spielerkarriere unter anderem auch sechs Jahre als Gedränge-Trainer für die schottische Nationalmannschaft tätig.
Geschaffen wurde die Trophäe durch den schottischen Juwelier Hamilton & Inches, der bereits den Calcutta Cup und den Doddie Weir Cup gestaltet hatte. Die Präsentation der Trophäe, die aus Sterlingsilber besteht und etwa 4,5 kg schwer und 50 cm groß ist, erfolgte am 7. März 2022 in Edinburgh. Fünf Tage darauf gewann Schottland die Trophäe erstmals, als die Mannschaft Italien im Rahmen der Six Nations 2022 mit 33:22 in Rom besiegte. 2024 errang Italien erstmals die Trophäe, dank eines 31:29-Erfolgs in Rom.

## Liste der Sieger
| Datum           | Begegnung            | Ergebnis | Ort                            |
| --------------- | -------------------- | -------- | ------------------------------ |
| 12. März 2022   | Italien – Schottland | 22:33    | Stadio Olimpico, Rom           |
| 18. März 2023   | Schottland – Italien | 26:14    | Murrayfield Stadium, Edinburgh |
| 9. März 2024    | Italien – Schottland | 31:29    | Stadio Olimpico, Rom           |
| 1. Februar 2025 | Schottland – Italien | 31:19    | Murrayfield Stadium, Edinburgh |